# Matthew Brennan
Stephen Matthew Brennan (Darlington, 6 de agosto de 2005) es un ciclista británico, miembro del equipo neerlandés Team Visma | Lease a Bike.

## Biografía
En 2022 se unió al equipo juvenil Fensham Howes-MAS, dirigido por Giles Pidcock, padre de Thomas Pidcock. Después de su primer podio durante la temporada 2022, hizo su debut internacional en junior (17/18 años) en 2023. En ruta ganó la clasificación general de dos carreras por etapas: la Guido Reybrouck Classic y la Keizer der Juniores. En la pista ganó tres medallas de plata en el Campeonato de Europa juvenil. En el campeonato mundial juvenil de pista, ganó el título en persecución individual estableciendo un nuevo récord mundial juvenil en 3 minutos y 7,092 segundos. También ganó el título en la carrera americana con Ben Wiggins. A nivel nacional, en septiembre se convirtió en el último campeón británico de carreras del Derny.
Para la temporada 2024, se unió al equipo de desarrollo del equipo UCI WorldTeam neerlandés Visma | Lease a Bike. Con solo 18 años ganó sus dos primeras carreras seguidas: el Umag Trophy y el Porec Trophy. En mayo acabó tercero en el esprint del Circuito de Valonia. Sus buenas actuaciones le permitieron firmar un contrato de tres años con el equipo principal a partir de 2025.

## Palmarés
2024
- Umag Trophy
- Porec Trophy
- 1 etapa del Giro de Italia Next Gen

2025
- Tour de las 100 Comunas
- Gran Premio Villa de Lillers
- Gran Premio de Denain
- 2 etapas de la Volta a Cataluña
- 1 etapa del Tour de Romandía
- Vuelta a Colonia
- Tour de Noruega, más 2 etapas
- 2.º en el Campeonato del Reino Unido en Ruta
- 1 etapa del Tour de Polonia

## Equipos
- Team Visma | Lease a Bike Development (2024)
- Visma | Lease a Bike (2025-)